# Iglesia de San Martín de Tours (Traspinedo)
La iglesia de San Martín de Tours es un templo católico ubicado en la localidad de Traspinedo , Provincia de Valladolid, Castilla y León, España.

## Descripción
Se trata de una construcción de estilo gótico de finales del siglo XV y principios del siglo XVI. Consta de dos naves, una cubierta con arista y otra con crucería estrellada. Reformada en 1752 por el arquitecto vallisoletano, Matias Machuca. La torre tiene 3 cuerpos.

## Galería

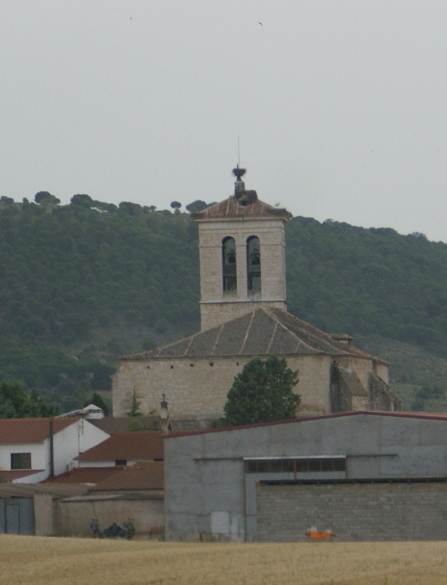
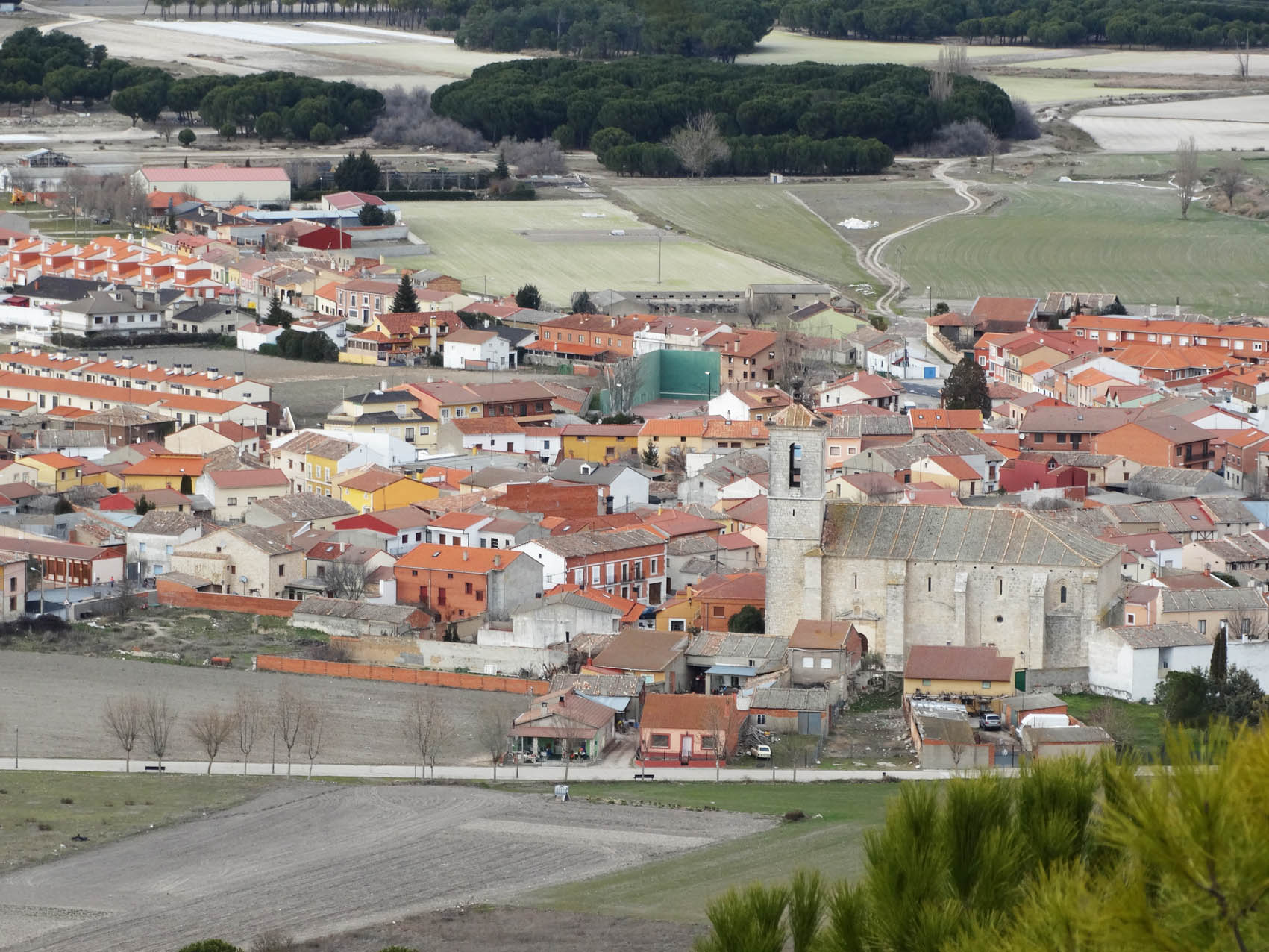